# Arenaria benthamii
Arenaria benthamii är en art bland nejlikväxterna som beskrevs av Eduard Fenzl, John Torrey och Asa Gray. Den ingår i släktet narvar, och familjen nejlikväxter. Inga underarter finns listade i Catalogue of Life.